# 사곡면 (의성군)
사곡면(舍谷面)은 대한민국 경상북도 의성군의 면이다. 넓이는 73.35km2이고, 인구는 2013년 기준으로 1,730명이다. 중생대 백악기의 퇴적암 지층 경상 누층군 사곡층이 이 지역에 잘 발달하여 사곡층의 이름이 이곳에서 유래하였다. 

## 연혁
- 1914년 행정구역개편으로 내사면과 외사면이 통합되어 현재의 사곡면으로 개편됨.

## 행정 구역
- 공정리
- 매곡리
- 신감리
- 신리리
- 양지리
- 오상리
- 음지리
- 화전리
- 작승리
- 토현리

## 같이 보기
- 의성군
- 경상 누층군 사곡층

## 학교 (폐교)
- 사곡초등학교 : 사곡면 의성사곡로 965 (양지리)
  - 작승분교 : 사곡면 사미신감로 821 (작승리)
- 의성중학교 사곡분교 : 사곡면 의성사곡로 995-9 (양지리)